# Tiburcio Arraztoa Urrutia
Tiburcio Arraztoa Urrutia (Irurita, 1952) és un professor navarrès conegut per la seva feina al joc de pilota de laxo. És un dels principals impulsors de la recuperació d'aquest joc lax que es juga a les regions de Malerreka i Baztan. Originari d'Iruri, va ser professor a Sant Sebastià durant 38 anys. Ara està jubilat. En la seva època va ser fabricant de guants (va guanyar dos trofeus amb Doneztebe) i el 1980 un dels fundadors de l'Associació Laxoa. També ha escrit diversos llibres sobre laxitud i el 2015 també va rebre la Medalla al Mèrit Esportiu de Navarra.
El motiu sempre ha estat relacionat amb el joc de la pilota: jugadors, professors, organitzadors, membres de la direcció d'associacions, escriptors de divulgació ... Ha estat membre de la direcció d'aquestes associacions. Fundat el 1980, és membre fundador de l'Associació Laxoa, on n'és president durant anys. Cada any organitzen un torneig de laxo. La Junta de Pilota també va ser membre de la direcció de l'associació com a representant de Navarra.

## Premis
- 2002: Premi del Congrés de Pilota Nord (Hasparne)
- 2014: Premi Pilot Assembly (Barcelona)
- 2015: Medalla al Mèrit Esportiu del Govern de Navarra.
- 2017: Un altre llançament de coets a Sant Sebastià. Elegit en la votació popular, Laxoa va disparar el primer coet en nom de l'associació.

## Llibres
Ha escrit els següents llibres sobre laxitud:
- Arraztoa, Tiburcio, (2004), Guante-Laxoa: la modalitat més antiga de la pilota basca, T. Arraztoa, ISBN 8460916391
- Arraztoa, Tiburcio, (2010), Laxoa la pilota a la plaça, Cénlit, ISBN 9788496634602
- Arraztoa, Tiburcio, (2014), Entre Déu i la pilota. ISBN 978-84-15756-52-1
- Arraztoa, Tiburcio, (2017), Doneztebe Pelotari. ISBN 978-84-16791-45-3